# خورخي أوكامبو
خورخي أوكامبو (بالإسبانية: Jorge Ocampo)‏ هو لاعب كرة قدم مكسيكي في مركز الوسط، ولد في 24 أكتوبر 1989 في ليون في المكسيك. لعب مع نادي سيلايا.